# Idrottsskada

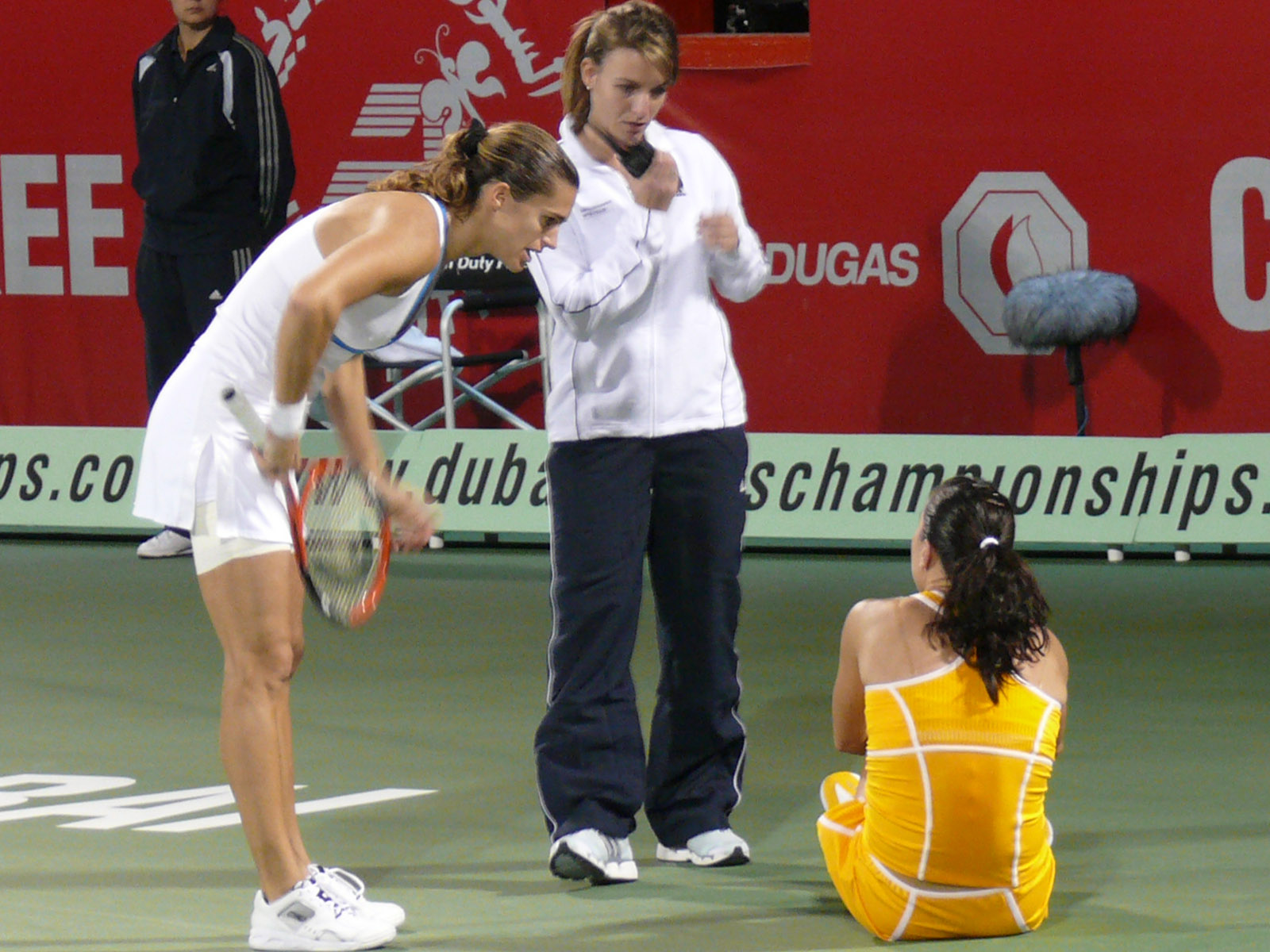
Skadad tennisspelare

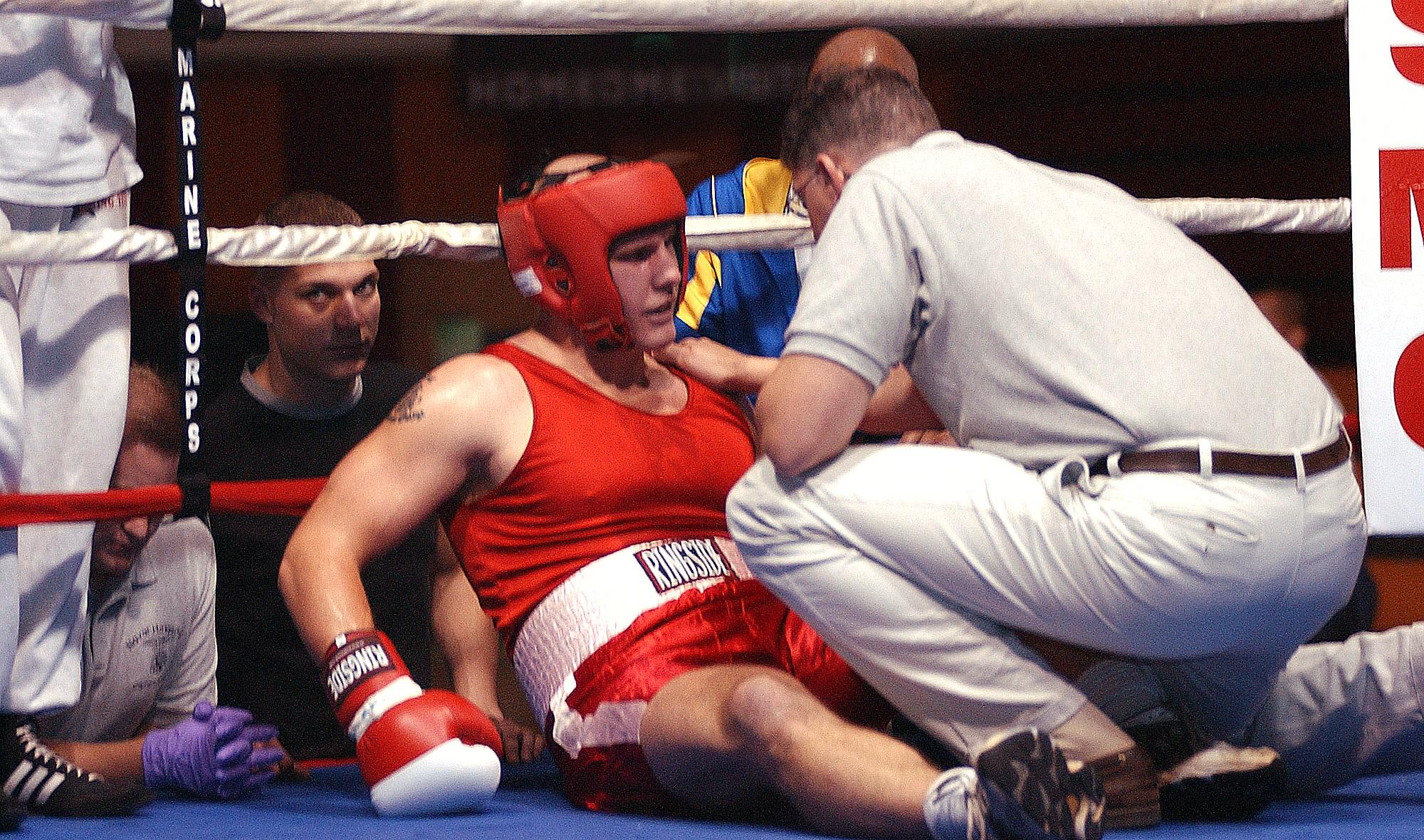
Boxare får lätt skador

Idrottsskada är en skada som uppkommit genom utövande av sport. Idrottsskador kan uppkomma plötsligt, till exempel när ett slag mot buken i boxning ger ruptur av mjälten, eller när en hälsena går av. Många idrottsskador uppkommer genom kumulativ stress på en kroppsdel, vilket då kallas belastningsskada. Risken för idrottsskador ökar av monoton träning, häftiga styrkeprov, repetitiva rörelser, och för att personen inte återhämtar sig efter träningen.
Ofta uppstår idrottsskador när en idrottare överanvänder en speciell kroppsdel under idrottandet. Till exempel skadas löpares knän ganska ofta, liksom tennisspelares armbågar, något som kallas tennisarmbåge. Men oftast är det knän som är den vanligaste idrottsskadan, ofta skada på minisk eller ledband.
Idrottsskador hör ofta tätt samman med professionellt utövad sport, och de flesta lag har med sig en sjukgymnast och har nära samröre med sjukvården.